# Bobigny
Bobigny er en mindre fransk provinsby. Den er hovedsæde i departementet Seine-Saint-Denis.

## Historie

### Gallere og romere
De ældste spor af menneskelig aktivitet omkring Bobigny er fundet af et skår af en gallisk keramikvase fra det 3. århundrede f.Kr.. Skåret er en del af historien om en af de største galliske begravelsespladser i Europa. Man kender ikke yderligere til området før i det 3. århundrede, da den gallo-romerske adelsmand Balbinius bosætter sig her. Efter ham får området sit første kendte navn Balbiniacum. Dette finder man skriftlige vidnesbyrd om fra det 6. eller 7. århundrede, da et testamente efter en adelig dame viderefører området til hendes søn. I det 11. århundrede, er stedet vokset til et par hundrede indbyggere og man finder en motte, en kirke og et par andre mindre huse. Frem til revolutionen er det lensmænd af slægten de Bobigny, der sammen med kirken sidder på magten i området.

### Revolutionen
I 1787 overgår sognet Bobigny til at blive en kommune. Og selvom den, skal det vise sig, sidste lensmand Philippe-Guillaume Jacquier de Viels-Maisons og præsten ikke helt mister magten, må de nu dele den med et kommunalråd bestående af tolv andre personer, herunder syv arbejdere, to vinhandlere og en murer. I 1790 bliver Louis-Robert Malice den første borgmester i byen, som på daværende tidspunkt består af omkring 200 indbyggere, primært bønder der dyrker korn. Den 21. september 1792 bliver monarkiet ophævet i Frankrig og i 1793 bliver den katolske kirke frataget sin magt i landet.
I Bobigny bliver kirkens besiddelser solgt og tre kirkeklokker bliver omsmeltet, mens den fjerde bliver bevaret. Den første ikke-religiøse skole åbner i Bobigny den 25 ventôse år 2.

### Napoleon
Under Napoleonskrigene oplever Bobigny i 1814, at blive besat af fremmede tropper, idet de engelske, russiske preussiske og østrigske tropper, der havde forfulgt Napoleons slagne hær fra Moskva i 1812 til Paris' porte og derved til Bobigny. Denne første besættelse ser dog ikke ud til at have påvirket indbyggerne i nævneværdig grad. I modsætning til den anden besættelse, som finder sted efter Napoleons nederlag i Slaget ved Waterloo, hvor besættelsestropperne er gået noget hårdere til befolkningen.

### Krigen i 1870-71 og ny indvandring
Bobigny bliver besat en tredje gang under krigen i 1870-71. Først af franske tropper, idet man har bestemt at Bobigny skal udgøre en første forsvarslinje for forsvaret af Paris. I den forbindelse har man besluttet at ødelægge husene i byen. Efterfølgende besættes byen af preussiske tropper, som enten har afbrændt eller mineret byens huse og hvor vinden fløjter igennem den ødelagte kirke. Et hul i taget gør at det bogstaveligt talt regner på præsten. I de sidste årtier af det 19. århundrede ser man en markant stigning i indbyggertallet i kommunen, da et stort antal gartnere fra Paris slår sig ned i området. Grunden til dette indtog er, at disse gartnere flytter fra de mere og mere bebyggede kommuner tæt på Paris, således kommer de første gartnere til Bobigny i 1856 fra Noisy-le-Sec, til de mere landlige forstadskommuner. I 1896 kan man konstatere at 70% af kommunens befolkning er født udenfor denne.

### Udvikling af infrastrukturen
Ellers er 1800-tallet og begyndelsen af 1900-tallet mest præget af de store infrastrukturprojekter i Paris og omegn. I 1816 afsluttes første fase af konstruktionen af en af de tre kanaler, som Napoleon Bonaparte havde iværksat, til at bringe vand til Paris (canal de l’Ourcq, canal Saint-Martin og canal Saint-Denis). Under arbejdet med canal de l’Ourcq oplever man i øvrigt, at kældrene i byen bliver oversvømmet. Arbjedet ophører i 1822.
Imellem 1845 og 1854, grundlægges jernbaneselskabet Compagnie du Chemin de Fer de l’Est, som anlægger en toglinie langs kanalen lidt syd for byen. I 1880 kommer endnu en toglinie til. I 1875 udvides togtrafikken, der hidtil havde fokuseret på transporten fra yderkommunerne ind mod Paris, til også at omfatte en toglinie, der forbinder disse omegenskommuner med hinanden. Projektet kaldes det store bælte og en sektion af denne kommer til, at gå igennem Bobigny. I 1882 anlægges et åbent holdested, på den da bare mark, i det nuværende kvarter Pont-de-Pierre. Den store kirkegård Cimetière de Pantin bliver i 1884 udlagt på et stykke jord, der tilhører kommunen, i øvrigt sammen med et stykke jord fra nabokommunen Pantin. En sporvognslinie kommer til i 1902 og forbinder hermed Bobigny med place de l’Opéra i Paris. Linjen er en forgrening af linjen Le Raincy-Opéra par Bondy. Åbningen af denne linje fører til opførelsen af de første arbejderboliger. I 1928 kommer endnu en linje til, der går fra Bobigny til Sucy-Bonneuil. Herefter afløser en station den eksisterende holdeplads.

### Det 20.århundrede
Flere dramatiske begivenheder sætter også sit præg på Bobigny i det 20. århundrede. Byen mister 178 af sine 4.000 indbyggere under 1. verdenskrig, men bliver herudover ikke påvirket i nævneværdig grad. Anderledes stiller det sig med 2. verdenskrig, hvor byen, ligesom resten af denne del af Frankrig, besættes af tyske tropper, dette udløste også her en modstandsbevægelse, der blandt andet drev en slags "pension" for nedskudte allierede flyvere. Et mørkere kapitel i byens historie under krigen, er det faktum, at byens banegård blev brugt som indladningssted for de mange, der blev deporteret til KZ-lejre i Tyskland, heriblandt de franske jøder. Stedet er i de senere år blevet åbnet op som museum, for dette sorte kapitel i fransk historie.
Ved krigens slutning havde Bobigny et befolkningstal på ca. 17.000, 15 år senere i 1962, var dette tal mere end fordoblet til 37.000 indbygger. Dette betød, at der opstod en akut boligmangel, som blev afhjulpet med mange nye boligkvarterer.
En af efterkrigstidens mere spektakulære retssager fandt sted i Bobigny i 1972. Sagen drejede sig om den mindreårige Marie-Claire, som efter en voldtægt havde fået foretaget en ulovlig abort og som derefter, sammen med fire andre kvinder, der havde udført eller hjulpet med at udføre den, stod tiltalt for dette forhold. Retssagen udløste en større debat i Frankrig om abortspørgsmålet, som endte med vedtagelsen af loven om Provokeret abort, også kaldet Veil-loven opkaldt efter den daværende sundhedsminister Simone Veil. Loven gjorde det lovligt at få foretaget aborter under visse betingelser.

## Geografi
Bobigny er placeret ca. 10 km nordøst for centrum af Paris på den nordlige side af canal de l'Ourcq. Byen ligger i ca. 55 meters højde.